# Крістофер Лілліс
Крістофер Лілліс (нар. 4 жовтня 1998, Рочестер, Нью-Йорк) — американський фристайліст, фахівець із лижної акробатики, олімпійський чемпіон 2022 року, призери чемпіонатів світу.

## Спортивні результати

### Олімпійські ігри
| Рік  | Місто        | Акробатика | Змішана команда |
| ---- | ------------ | ---------- | --------------- |
| 2022 | Пекін, Китай | 6          | 1               |

### Чемпіонат світу
| Рік  | Місто             | Акробатика | Змішана команда |
| ---- | ----------------- | ---------- | --------------- |
| 2019 | Юта, США          | 7          | 6               |
| 2021 | Алмати, Казахстан | 2          | 3               |

### Кубок світу
| Сезон   | Дата           | Місце проведення  | Дисципліна      | Місце |
| ------- | -------------- | ----------------- | --------------- | ----- |
| 2015-16 | 20 лютого 2016 | Мінськ, Білорусь  | акробатика      | 1     |
| 2019-20 | 22 лютого 2020 | Раубичі, Білорусь | акробатика      | 3     |
| 2019-20 | 28 лютого 2020 | Алмати, казахстан | акробатика      | 1     |
| 2020-21 | 23 січня 2021  | Москва, Росія     | акробатика      | 2     |
| 2021-22 | 11 грудня 2021 | Рука, Фінляндія   | змішана команда | 2     |